# Суверенизм
Суверени́зм (фр. Souverainisme) — политическая идеология и доктрина. 
Суверенизм поддерживает получение или сохранение политической независимости нации или региона. Он выступает против федерализма и наднациональных союзов, вместо этого склоняясь к конфедерации или изоляционизму, и может быть связан с определёнными движениями за независимость, например Движение за независимость штата Калифорния и так далее.

## История термина
Понятие суверенизма является древним. Его первое применение датируется концом XVI века и связана с основополагающей работой Жана Бодена.
Определение суверенитета было сформулировано Луи Ле Фуром в конце XIX века «Суверенитет — это свойство государства, заключающееся в том, что оно обязано или определяется только своей собственной волей, в рамках высшего принципа права и в соответствии с коллективной целью, которую оно преследует».
Теоретически, согласно С. Д. Краснеру, этот термин можно понимать четырьмя различными способами :
- Внутренний суверенитет — эффективный контроль над территорией, осуществляемый органом власти, расположенным на той же территории.
- Суверенитет взаимозависимости — эффективный контроль за перемещением населения в границах этой территории
- Суверенитет перед международным правом-официальное признание власти другими суверенными государствами.
- Вестфальский суверенитет — нет другой власти, кроме суверенной власти, осуществляющей государственную власть на территории.

Понятие «суверенизм» пока не имеет общепризнанного определения на теоретическом уровне. Тем не менее, в политическом плане оно может объединить определённое количество граждан и политических движений, настроенных против Европейского Союза или враждебно относящихся к определённым его аспектам.
Таким образом, в европейских странах суверенитет понимается как противодействие федерализации Европейского Союза. По сути, такой федерализм означал бы ограничение национального суверенитета, принятие федеральной конституции, разделяющей полномочия Союза и полномочия государств-членов. Таким образом, сторонники суверенизма хотят, чтобы нации, понимаемые как образованные социальные группы, сохраняли полный контроль над своей политикой.

## Суверенизм в Америке
В Квебеке суверенизм Квебека выражается в противостоянии канадскому федерализму. Мотивы квебекского суверенизма проистекают из того факта, что Квебек является единственной преимущественно франкоязычной территорией в Северной Америке и свидетельствует о важных культурных особенностях. Учитывая его экономическую мощность, его различные взгляды на политику (внутреннюю и внешнюю) и его очень частые разногласия с остальной Канадой, сторонники суверенитета Квебека считают, что Квебек должен иметь возможность быть представленным на международной арене.
Суверенистические идеи в Квебеке уходят к эпохе патриотической партии 1830-х годов, когда франкоканадцы и ирландцы хотели отвергнуть внешнее управление британской короны и уже в то время пытались добиться независимости, создав парламентский режим, основанный на народном суверенитете.
Тем не менее, суверенная идеология была особенно развита в 1960-х годах с объединением за национальную независимость, Национальным объединением, движением «суверенитет-ассоциация» и их преемником, партией квебекуа, всеми партиями, стремящимися к достижению суверенитета Квебека. Партия Квебека с 1973 по 1974 год выступала за проведение референдума, на котором большинство жителей Квебека высказались бы за суверенитет. В 1980 и 1995 годах были проведены два референдума, на которых большинство населения не высказалось в поддержку этого проекта. С другой стороны, на референдуме 1995 года 49,4 % жителей Квебека, в том числе 60 % франкоговорящих жителей Квебека, проголосовали за суверенитет.
Сегодня две партии, представленные в Национальном Собрании Квебека, выступают за суверенитет Квебека: Квебекская партия и Солидарный Квебек. После выборов в Квебеке в октябре 2018 года обе партии имеют по десять депутатов каждая.

## Суверенизм в Европе
Суверенистские политические движения делятся на тех, кто стремится полностью покинуть Европейский союз (или выступает против вступления в него), и на тех, кто стремится к «Европе наций», то есть менее интегрированной Европе, уважающей индивидуальные особенности и суверенитет составляющих её государств.
Сторонники этих доктрин склонны считать себя еврореалистами, выступающими против еврофедералистов, и призывают к более конфедеративной версии Европейского союза. Европейский союз хотя и не является федерацией, но имеет тенденции к превращению в оную.
Таким образом, суверенизм в Европе противостоит федерализму и обычно включает национализм, особенно в Великобритании (которая вышло из ЕС в 2020 году) и во Франции, где партии левого и правого крыла сильно склоняются к нему. Количество суверенистских движений во Франции превысило десяток, среди них как левая «Непокорённая Франция» и монархистское «Французское действие», так и ультраправое «Национальное объединение» и неофашистская Французская националистическая партия.
В Германии суверенистские идеи внесены в программные документы «Альтернативы для Германии» и НДПГ.
На территории Финляндии суверенистские идеи высказывают аландские политические движения «Аландский центр», «Будущее Аландов» и «Независимый блок», выступающие за независимость территории.